# آر ام في بي
RealMedia Variable Bitrate (رمفب) هو معدل بت متغير من الوسائط المتعددة في ريل بلاير container formatشكل بنية تم تطويرها من قبل مزود الانترنت بوسائل الإعلام.
بخلاف أشكال ريل بلاير المعروفة، والتي تملك وسائط متدفقة مشفرة بمعدل بت ثابت، ر م ف ب عادة ما تستخدم لتخزين محتوى الوسائط المتعددة محلياً. الملفات بهذا الشكل يكون امتدادها «. ر.م.ف.ب».
RealMedia تستخدم ضغط مماثل أتش 264 ، مثل أكس264.
ملفات الر.م.ف.ب ا مشهورة لتوزيع محتويات آسيوية، كالحلقات التلفزيونية والأفلام الصينية. لهذا السبب، أصبحت موجودة بشكل ملحوظ (وإن لم تكن متدوالة) بالنسبة إلى الملفات المشتركةعلى مواقع مثل تورنت، إى دونكى ونوتلا. [بحاجة لمصدر]
دعم محدود متوفر بالنسبة لمشغل الوسائط، وعموماً على نظام ويندوز، بما في ذلك ريال بلاير(10) وبرنامج الميديا بلاير كلاسيك، باستخدام دايركت شو، أو شفرة لتشغيل ملفات الRealMedia على أنظمة تشغيل مايكروسوفت ويندوز بدون تثبيت الريال بلاير كبديل.إمبلاير وبعض البرامج الأخرى مثل التوتم قادرون على تشغيل هذا النوع من الملفات في لينوكس/يونيكس المستندة إلى إكس 86 الآلات من خلال استخدام واجهة برمجة تطبيقات ويندوز دلس أو مكتبات مغلقة المصدر.

## التعرف على الحروف
```
شكل 
رأس الملف
 يتكون من أربعة 
بايت
.(RMF" (
نظام عد ستة عشري
 2E 52 4D 46"، وهو نفس معيار نسق 
الريل بلاير
.
```

## وصلات خارجية
- RealMedia تنسيق ملف
- ترميز رمفب الترميز التحويل